# 植木圭一
植木 圭一（うえき けいいち、1963年12月13日 - ）は、東海テレビ放送の元アナウンサー。

## 人物・履歴
神奈川県横浜市出身。聖光学院中学校・高等学校卒業。早稲田大学卒業。1986年入社。愛称は部長、圭ちゃん、昼ドラ王子。血液型はA型。スポーツアナウンサーとして、中日ドラゴンズ戦を中心としたプロ野球中継、『ドリーム競馬』におけるレースなどの実況を担当した。吉村功の定年後は、当時中京競馬場唯一のGIレースであった高松宮記念の実況を1997年から2003年まで担当した。
2003年に東京支社へ異動、昼の帯ドラマの宣伝をしていた。同年の高松宮記念（勝ち馬はビリーヴ）において安藤勝己騎手が初めて中央GIを優勝した時の実況担当が最後のスポーツ中継だった。2007年7月2日にアナウンス部へアナウンス部長として4年ぶりに復帰したが、2010年6月をもってアナウンス部を離れた。
ペットと遊ぶことが趣味ということもあって、東京転勤前から自宅では多くの動物を飼っており、その様子が東海テレビアナウンサーページで公開されていた（本社に戻ってから再始動した）。
2021年現在は、同局福祉文化事業団

## 過去の出演番組
- FNNスピーク
- ドリーム競馬
- プロ野球ニュース
- 熱チュー!プロ野球　他スポーツ中継
- ぴーかんテレビ（コメンテーター）

## 主な実況歴

### GIレース
- 高松宮記念（1997年 - 2003年）

### その他
- 京都牝馬特別（2000年）
- 中日新聞杯（1995年, 1996年, 2000年）
- 中京記念（1989年, 1998年～2000年, 2003年）
- 4歳牝馬特別 (西)（1991年）
- 金鯱賞（1996年, 1998年, 2000年, 2002年）
- 中日スポーツ賞4歳ステークス→ファルコンステークス（1995年, 2000年, 2001年）
- CBC賞（1992年, 1995年, 1998年, 2000年 - 2002年）
- 愛知杯（1997年, 2000年, 2002年）
- ウインターステークス→東海ウインターステークス→東海ステークス（1990年, 1991年, 1997年, 1998年, 2002年）